# شکهار کاپور
شکهار کاپور (به انگلیسی: Shekhar Kapur) (زاده ۶ دسامبر ۱۹۴۵) کارگردان هندی است. او کارگردانی فیلم‌هایی همچون الیزابت و الیزابت: دوران طلایی بر عهده داشته‌است.
او در فیلم عشق در پاریس، ملکه راهزنان، دید، ویشواروپام و ویشواروپام ۲ بازی کرده‌است.

### فیلم‌شناسی
| dagger | Denotes films that have not yet been released |

| سال  | عنوان                          | به‌عنوان  | به‌عنوان   | توضیحات |
| سال  | عنوان                          | کارگردان | تهیه‌کننده | توضیحات |
| ---- | ------------------------------ | -------- | --------- | ------- |
| ۱۹۸۳ | بی‌گناه                         | آری      | نه        |         |
| ۱۹۸۷ | آقای هند                       | آری      | نه        |         |
| ۱۹۸۹ | جوشیله                         | ذکرنشده  | نه        |         |
| ۱۹۹۴ | ملکه راهزنان                   | آری      | نه        |         |
| ۱۹۹۶ | دشمنی: یک داستان عشق خشونت‌آمیز | ذکرنشده  | نه        |         |
| ۱۹۹۸ | الیزابت                        | آری      | نه        |         |
| ۱۹۹۸ | از اعماق دل…                   | نه       | اجرایی    |         |
| ۲۰۰۲ | چهار پر                        | آری      | نه        |         |
| ۲۰۰۲ | گورو                           | نه       | اجرایی    |         |
| ۲۰۰۷ | الیزابت: دوران طلایی           | آری      | نه        |         |
| ۲۰۰۸ | نیویورک، دوست دارم             | آری      | نه        |         |
| ۲۰۲۲ | چه ربطی به عشق دارد؟           | آری      | نه        |         |

## بخشی از جوایز
- کاندیدای بفتای بهترین کارگردانی برای فیلم الیزابت در سال ۱۹۹۸